# Tomás Romero Pereira (Paraguay)
Tomás Romero Pereira, conocida también como María Auxiliadora, es uno de los treinta distritos del séptimo Departamento de Itapúa, Paraguay.  Es uno de los distritos más poblados del departamento, ubicado cerca de la frontera con el departamento del Alto Paraná.
Dista 480 km de la ciudad de Asunción, capital de la República del Paraguay, y 119 km de Encarnación, capital del departamento de Itapúa, y se encuentra situada sobre la Ruta N.º 6 «Dr. Juan León Mallorquín».

## Geografía
El distrito de Tomás Romero Pereira, se encuentra situado en la zona Noreste del séptimo Departamento de Itapúa. Tiene una superficie de 600 km² de extensión territorial, con una población total aproximada, al año 2008, de 31.969 hab.
Su densidad poblacional es de 53,28 hab./km².
Cuenta con varios ríos y arroyos a sus alrededores, como el Tembey, Guasu’y y Pirapey. Los habitantes se dedican a la agricultura y en menor escala a la ganadería y últimamente a la explotación de petróleo.  
Límites
- Al norte se encuentra el sexto Departamento de Caazapá.
- Al sur se ubican los distritos de Yatytay y de Natalio.
- Al oeste se asienta el Distrito de Edelira.
- Al este se localiza el Distrito de San Rafael del Paraná.

### Clima
Esta zona es una de las más frías del país, debido a su posición en el extremo austral, a su moderada altitud, la ausencia de elevaciones que pongan freno al viento Sur y al gran porcentaje de humedad que presenta. 
Su temperatura media no alcanza a 21 °C y las mínimas pueden llegar a -4 °C en las zonas ribereñas al Río Paraná. En verano, sólo excepcionalmente llega a 39 °C. El promedio de lluvias es de 1700 mm anuales, siendo octubre el mes más lluvioso.
| Parámetros climáticos promedio de Tomas Romero Pereira | Parámetros climáticos promedio de Tomas Romero Pereira | Parámetros climáticos promedio de Tomas Romero Pereira | Parámetros climáticos promedio de Tomas Romero Pereira | Parámetros climáticos promedio de Tomas Romero Pereira | Parámetros climáticos promedio de Tomas Romero Pereira | Parámetros climáticos promedio de Tomas Romero Pereira | Parámetros climáticos promedio de Tomas Romero Pereira | Parámetros climáticos promedio de Tomas Romero Pereira | Parámetros climáticos promedio de Tomas Romero Pereira | Parámetros climáticos promedio de Tomas Romero Pereira | Parámetros climáticos promedio de Tomas Romero Pereira | Parámetros climáticos promedio de Tomas Romero Pereira | Parámetros climáticos promedio de Tomas Romero Pereira |
| Mes                                                    | Ene.                                                   | Feb.                                                   | Mar.                                                   | Abr.                                                   | May.                                                   | Jun.                                                   | Jul.                                                   | Ago.                                                   | Sep.                                                   | Oct.                                                   | Nov.                                                   | Dic.                                                   | Anual                                                  |
| ------------------------------------------------------ | ------------------------------------------------------ | ------------------------------------------------------ | ------------------------------------------------------ | ------------------------------------------------------ | ------------------------------------------------------ | ------------------------------------------------------ | ------------------------------------------------------ | ------------------------------------------------------ | ------------------------------------------------------ | ------------------------------------------------------ | ------------------------------------------------------ | ------------------------------------------------------ | ------------------------------------------------------ |
| Temp. máx. media (°C)                                  | 31                                                     | 31                                                     | 29                                                     | 26                                                     | 23                                                     | 21                                                     | 22                                                     | 23                                                     | 25                                                     | 27                                                     | 29                                                     | 31                                                     | 26                                                     |
| Temp. media (°C)                                       | 25                                                     | 25                                                     | 23                                                     | 20                                                     | 17                                                     | 15                                                     | 15                                                     | 16                                                     | 18                                                     | 20                                                     | 22                                                     | 24                                                     | 20                                                     |
| Temp. mín. media (°C)                                  | 19                                                     | 19                                                     | 17                                                     | 14                                                     | 11                                                     | 9                                                      | 9                                                      | 9                                                      | 11                                                     | 14                                                     | 15                                                     | 17                                                     | 15                                                     |
| Precipitación total (mm)                               | 150                                                    | 127                                                    | 144                                                    | 145                                                    | 175                                                    | 112                                                    | 101                                                    | 104                                                    | 116                                                    | 164                                                    | 173                                                    | 128                                                    | 1639                                                   |
| Fuente: NOAA                                           |                                                        |                                                        |                                                        |                                                        |                                                        |                                                        |                                                        |                                                        |                                                        |                                                        |                                                        |                                                        |                                                        |

### Hidrografía
El Distrito de Tomás Romero Pereira está regado por las aguas del Río Tembey y por las aguas de varios afluentes y arroyos del mismo río.

### Flora y fauna
La reserva de recursos manejados San Rafael se ubica al sur del Departamento de Caazapá y al norte del Departamento de Itapúa. Abarca nueve distritos, Tavaí, San Juan Nepomuceno y Yuty del departamento caazapeño y San Rafael del Paraná, Tomás Romero Pereira, Edelira, Itapúa Poty, Alto Verá y San Pedro del Paraná. El acceso a la Reserva es más fácil por Itapúa gracias a la infraestructura vial existente, ya que por el oeste no hay buenos caminos.
El paisaje de bosques subtropicales envueltos en una espesa niebla, donde sobresalen gigantescos árboles de lapacho, es único. Es la última masa compacta de bosque de todo el Paraguay. Se trata de la Serranía de San Rafael, declarada parque nacional en 1992, y luego, en marzo de 2002, elevada a la categoría de Reserva de Recursos Manejados. 
Posee 73.000 ha y constituye la mayor área silvestre protegida en la ecorregión Bosque Atlántico Alto Paraná en el Paraguay. Se encuentra además dentro de la mayor cuenca de reservorios de agua dulce de Sudamérica, el Acuífero Guaraní. En la reserva no sólo son protagonistas los recursos naturales (ríos, fauna y flora), sino también las comunidades indígenas que conviven con la naturaleza, como los Mbya guaraní, las colonias de campesinos agricultores y los grandes establecimientos agropecuarios.
El Bosque Atlántico Alto Paraná es una de las ecorregiones más exuberantes desde el punto de vista biológico. Sus bosques húmedos conforman un claro y definido centro endémico para muchos grupos de flora y fauna que no pueden ser encontrados en ninguna otra parte del mundo. Este bosque se ha convertido en un sitio de constante conflicto debido a la necesidad de conservarlo y las prácticas incompatibles con su preservación como la agricultura mecanizada y la sobreexplotación forestal.
Con respecto a la flora, en la Reserva se han identificado, hasta el momento 282 especies. Allí se encuentran plantas medicinales que representan el 52% del total de la flora medicinal considerada amenazada a nivel nacional. Con respecto a la fauna, se puede afirmar que es una de las zonas más importantes para la preservación de las aves del Neotrópico, con un total de 329 especies de aves registradas. 
Los anfibios y reptiles son también numerosos, así como los peces. Los mamíferos silvestres están representados por 61 especies. Entre ellos se puede contar con: tapir, chancho de monte, jaguar, puma, carpincho, armadillos, zorros y liebres. La pérdida de sus hábitats, la contaminación de las aguas y, principalmente, la cacería, hicieron que sus poblaciones se reduzcan considerablemente.

## Demografía
De acuerdo a los datos proveídos por el censo paraguayo de 2022, el distrito posee 25 419 habitantes.
Colonias Habilitadas
El distrito cuenta con varias colonias que fueron habilitadas por el INDERT, el Instituto Nacional de Desarrollo Rural y de la Tierra, y que son los siguientes:
- Valle Porã , con 2.600 ha y 170 lotes, su habilitación N.º 834/80
- Guazú y Norte, con 7.500 ha y 375 lotes, su habilitación N.º 568/77
- Kokué Poty, con 3.100 ha y 105 lotes, su habilitación N.º 829/80
- Repatriados del Sur, con 600 ha y 90 lotes, su habilitación N.º 1478/81
- Yvya, cuenta con 5.900 ha y 390 lotes, su habilitación es el N.º 833/80
- Ñemity Rendá, cuenta con 8.200 ha y 310 lotes, su habilitación es el N.º 830/80
- San Isidro Labrador del Sur, cuenta con 1.569 ha y 199 lotes, su habilitación es el N.º 830/80

Comunidades Indígenas
En la zona del Distrito de San Rafael del Paraná, se encuentran asentadas algunas comunidades indígenas y que son las siguientes:
- Y Aká Marangatú
- Pykasú Agua
- Arasá Poty
- Jakutingá

## Economía
La población de este distrito se dedica mayoritariamente a la agricultura, entre ellos la soja, trigo, tung y varios cultivos frutales. En esta zona también se encuentra una diversidad de aves. Posee establecimientos industriales y un gran número de pobladores se encuentra ocupado en ellos.
También se le denomina la «Capital de la Zanahoria», por asentar a este rubro en gran escala dentro del distrito.

## Infraestructura
Para su comunicación con la capital del país, con la capital departamental y con los otros puntos de la región, los pobladores cuentan con ómnibus de transporte. Los caminos internos se encuentran enripiados y terraplenados, facilitando la intercomunicación de los distritos y el tránsito fluido de personas y cargas.
La comunicación terrestre más importante es la Ruta PY06, que cruza gran parte del distrito y lo conecta con la ciudad de Encarnación, capital del Departamento, y además con la ciudad de Asunción, capital del Paraguay y con otras localidades del departamento y del país.
Cuenta con 3 facultades, como la Universidad Tecnológica Intercontinental (UTIC), La Universidad Nacional de Itapúa (UNI), la Universidad Católica de Asunción (UCA), Y y la primera Facultad de Ciencias de la Salud "Facultad San Patricio de Irlanda del Norte, además cuenta con el Instituto de Formación Docente con varias carreras, y 5 Colegios y más por los alrededores.